# Lista de filmes portugueses de 2002
Lista de filmes portugueses de longa-metragem estreados em Portugal em 2002, nas salas de cinema.
Notas: Na secção coprodução, passando o cursor sobre a bandeira aparecerá o nome do país correspondente.
| #  | Filme                                   | Realização         | Género                      | Estreia         | Coprodução              |
| -- | --------------------------------------- | ------------------ | --------------------------- | --------------- | ----------------------- |
| 1  | Água e Sal                              | Teresa Villaverde  | Drama                       | 15 de fevereiro | Itália                  |
| 2  | António, Um Rapaz de Lisboa             | Jorge Silva Melo   | Drama                       | 18 de janeiro   | —                       |
| 3  | Aparelho Voador a Baixa Altitude        | Solveig Nordlund   | Suspense, ficção científica | 10 de maio      | Suécia                  |
| 4  | A Bomba                                 | Leonel Vieira      | Comédia, ação               | 4 de janeiro    | —                       |
| 5  | Brava Gente Brasileira                  | Lúcia Murat        | Drama, guerra               | 5 de janeiro    | Brasil                  |
| 6  | O Delfim                                | Fernando Lopes     | Drama                       | 19 de abril     | França                  |
| 7  | Em Volta                                | Ivo M. Ferreira    | Drama                       | 13 de setembro  | —                       |
| 8  | Esquece Tudo o que Te Disse             | António Ferreira   | Drama, comédia              | 27 de dezembro  | —                       |
| 9  | A Falha                                 | João Mário Grilo   | Drama                       | 25 de outubro   | —                       |
| 10 | O Fato Completo ou À Procura de Alberto | Inês de Medeiros   | Drama, comédia              | 12 de abril     | —                       |
| 11 | O Gotejar da Luz                        | Fernando Vendrell  | Drama                       | 15 de fevereiro | Moçambique              |
| 12 | A Jangada de Pedra                      | George Sluizer     | Drama, fantasia             | 11 de outubro   | Espanha · Países Baixos |
| 13 | Noites                                  | Cláudia Tomaz      | Drama                       | 22 de setembro  | —                       |
| 14 | Porto da Minha Infância                 | Manoel de Oliveira | Drama                       | 15 de março     | França                  |
| 15 | O Princípio da Incerteza                | Manoel de Oliveira | Drama                       | 15 de novembro  | França                  |
| 16 | A Selva                                 | Leonel Vieira      | Drama, romance              | 1 de novembro   | Brasil · Espanha        |